# Liste der Bodendenkmäler in Wattendorf
Auf dieser Seite sind die Bodendenkmäler in der oberfränkischen Gemeinde Wattendorf zusammengestellt. Diese Tabelle ist eine Teilliste der Liste der Bodendenkmäler in Bayern. Grundlage ist die Bayerische Denkmalliste, die auf Basis des Bayerischen Denkmalschutzgesetzes vom 1. Oktober 1973 erstmals erstellt wurde und seither durch das Bayerische Landesamt für Denkmalpflege geführt wird. Die folgenden Angaben ersetzen nicht die rechtsverbindliche Auskunft der Denkmalschutzbehörde.

## Bodendenkmäler der Gemeinde Wattendorf

### Bojendorf
| Lage                 | Objekt                                         | Akten-Nr.     | Bild |
| -------------------- | ---------------------------------------------- | ------------- | ---- |
| Bojendorf (Standort) | Grabhügel vorgeschichtlicher Zeitstellung.     | D-4-5933-0108 |      |
| Bojendorf (Standort) | Grabhügel mit Funden der Bronzezeit.           | D-4-5933-0109 |      |
| Bojendorf (Standort) | Grabhügel mit Funden der Hallstattzeit.        | D-4-5933-0110 |      |
| Bojendorf (Standort) | Grabhügel mit Funden der späten Hallstattzeit. | D-4-5933-0111 |      |

### Gräfenhäusling
| Lage                      | Objekt                                              | Akten-Nr.     | Bild |
| ------------------------- | --------------------------------------------------- | ------------- | ---- |
| Gräfenhäusling (Standort) | Mittelalterliche Wüstung.                           | D-4-5932-0148 |      |
| Gräfenhäusling (Standort) | Siedlung vor- und frühgeschichtlicher Zeitstellung. | D-4-5932-0178 |      |
| Gräfenhäusling (Standort) | Siedlung des Neolithikums.                          | D-4-5932-0195 |      |
| Gräfenhäusling (Standort) | Siedlung des Neolithikums.                          | D-4-6032-0164 |      |

### Wattendorf
| Lage                  | Objekt | Akten-Nr.     | Bild |
| --------------------- | --- | ------------- | ---- |
| Wattendorf (Standort) | Höhle mit bronzezeitlichen, vermutlich hallstattzeitlichen und mittelalterlichen Funden sowie Siedlung der Michelsberger Kultur und der Bronzezeit.      | D-4-5932-0117 |      |
| Wattendorf (Standort) | Höhle mit Funden des Neolithikums, der Bronzezeit und des Mittelalters sowie Siedlung des Neolithikums.                                                  | D-4-5932-0118 |      |
| Wattendorf (Standort) | Bestattungsplatz mit Grabhügel vorgeschichtlicher Zeitstellung.                                                                                          | D-4-5932-0121 |      |
| Wattendorf (Standort) | Abschnittsbefestigung vor- und frühgeschichtlicher Zeitstellung oder des frühen Mittelalters.                                                            | D-4-5932-0122 |      |
| Wattendorf (Standort) | Gräberfeld des frühen Mittelalters. | D-4-5932-0123 |      |
| Wattendorf (Standort) | Siedlung der Linearbandkeramik, der Schnurkeramik, der frühen Bronzezeit und der Späthallstatt-/Frühlatènezeit.                                          | D-4-5932-0125 |      |
| Wattendorf (Standort) | Siedlung des Neolithikums und der Hallstatt- sowie der Frühlatènezeit.                                                                                   | D-4-5932-0126 |      |
| Wattendorf (Standort) | Siedlung der Linearbandkeramik und der Urnenfelderzeit.                                                                                                  | D-4-5932-0130 |      |
| Wattendorf (Standort) | Bestattungsplatz mit Grabhügel vorgeschichtlicher Zeitstellung.                                                                                          | D-4-5932-0133 |      |
| Wattendorf (Standort) | Bestattungsplatz mit Grabhügeln vorgeschichtlicher Zeitstellung.                                                                                         | D-4-5932-0134 |      |
| Wattendorf (Standort) | Bestattungsplatz mit Grabhügeln vorgeschichtlicher Zeitstellung.                                                                                         | D-4-5932-0135 |      |
| Wattendorf (Standort) | Siedlung der Linearbandkeramik. | D-4-5932-0136 |      |
| Wattendorf (Standort) | Siedlung des Neolithikums und vermutlich metallzeitliche Siedlung.                                                                                       | D-4-5932-0137 |      |
| Wattendorf (Standort) | Siedlung der Vorgeschichte, des Neolithikums und der Latènezeit.                                                                                         | D-4-5932-0138 |      |
| Wattendorf (Standort) | Abri mit Siedlung des Neolithikums. | D-4-5932-0144 |      |
| Wattendorf (Standort) | Freilandstation des Mesolithikums und Siedlung des Neolithikums.                                                                                         | D-4-5932-0145 |      |
| Wattendorf (Standort) | Siedlung der Hallstattzeit. | D-4-5932-0147 |      |
| Wattendorf (Standort) | Freilandstation des Mesolithikums. | D-4-5932-0226 |      |
| Wattendorf (Standort) | Siedlung vorgeschichtlicher Zeitstellung. | D-4-5932-0227 |      |
| Wattendorf (Standort) | Siedlung des Altneolithikums. | D-4-5932-0228 |      |
| Wattendorf (Standort) | Siedlung der Linearbandkeramik. | D-4-5932-0241 |      |
| Wattendorf (Standort) | Freilandstation des Mesolithikums | D-4-5932-0242 |      |
| Wattendorf (Standort) | Archäologische Befunde im Bereich der im Kern spätmittelalterlichen Katholischen Pfarrkirche St. Barbara von Wattendorf mit ehemals ummauertem Kirchhof. | D-4-5932-0268 |      |